# Aiello Calabro
 (décembre 2022).
Si vous disposez d'ouvrages ou d'articles de référence ou si vous connaissez des sites web de qualité traitant du thème abordé ici, merci de compléter l'article en donnant les références utiles à sa vérifiabilité et en les liant à la section « Notes et références ».
Pour les articles homonymes, voir Aiello.
Aiello Calabro est une commune de la province de Cosenza, dans la région de Calabre, en Italie.

## Géographie
Aiello Calabro compte 2 017 habitants (2010) et se trouve à environ 10 km du littoral de la mer Tyrrhénienne.

## Histoire
Probablement fondée par les Grecs à l'époque de la « Grande Grèce » avant la conquête romaine, l'origine et l'histoire de Tyllesium (nom latin probable de la ville d'Aiello Calabro) restent assez obscures jusqu'à l'époque du Moyen Âge. Certainement pillée par les pirates sarrasins puis placée sous contrôle byzantin, il faut attendre l'époque des conquêtes normandes en Italie du Sud (XIe siècle) pour avoir les premiers documents mentionnant la ville d'Aiello Calabro (notamment dans les écrits du chroniqueur Geoffroi Malaterra), nommé Ajello au Moyen Âge. En 1065, la ville est assiégée par les Normands de Robert Guiscard, duc d'Apulie, de Calabre et de Sicile. Les habitants de la ville résistent quatre mois avant de se soumettre au joug normand. Cependant, comme partout, les Normands relancent néanmoins la vie sociale, commerciale et religieuse à Aiello Calabro, minée par une longue période de troubles, due essentiellement aux invasions sarrasines et aux nombreuses guerres qui ont ruiné le sud de l'Italie depuis le milieu du IXe siècle. Les Normands financent également la reconstruction de l'église de la ville et en 1094, le diocèse est rattaché à la ville de Tropea à l'instigation du comte de Sicile Roger de Hauteville, frère cadet de Robert Guiscard.
À partir de 1194, elle tombe sous la domination germanique avec les Hohenstaufen, successeurs des Normands de la Maison de Hauteville, puis des Angevins (Français) à partir de 1266. De 1282 à 1816, Aiello Calabro appartient au royaume de Naples. Au cours de cette période, les Espagnols finissent par chasser les Français au XVe siècle. De 1816 à l'unification italienne de 1861, la ville appartient au royaume des Deux-Siciles.
En 1905, un terrible tremblement de terre détruit une grande partie du village, faisant 22 morts.
Depuis le milieu du XXe siècle, la population d'Aiello est en constante diminution, passant de plus de 5 000 habitants au début des années 1950, à moins de 2 000 habitants au début des années 2010.

## Administration
| Période                                  | Période  | Identité          | Étiquette        | Qualité |
| ---------------------------------------- | -------- | ----------------- | ---------------- | ------- |
| 13 juin 2004                             |          | Gaspare Perri     | civica           |         |
| 8 juin 2009                              | En cours | Francesco Iacucci | Uniti per Aiello |         |
| Les données manquantes sont à compléter. |          |                   |                  |         |

### Hameaux
Borgile

### Communes limitrophes
Cleto, Grimaldi, Lago, Martirano, Martirano Lombardo, San Pietro in Amantea, Serra d'Aiello